# Washington State Open
Die Washington State Open sind ein seit den 1934 jährlich ausgetragenes hochrangiges offenes Badmintonturnier. Sie finden in Washington statt und sind eines der bedeutendsten und traditionsreichsten Badmintonturniere der USA. Sie wurden bereits drei Jahre vor der Premierenauflage der US-amerikanischen Badmintonmeisterschaften erstmals ausgerichtet.

## Die Sieger
| Saison    | Herreneinzel      | Dameneinzel        | Herrendoppel                          | Damendoppel                        | Mixed                                  |
| --------- | ----------------- | ------------------ | ------------------------------------- | ---------------------------------- | -------------------------------------- |
| 1934      | Hamilton Law      | Bertha Barkhuff    | Hamilton Law Keith Weston             | Zoe Smith Bertha Barkhuff          |                                        |
| 1935      | Hamilton Law      | Bertha Barkhuff    | Hamilton Law Keith Weston             | Zoe Smith Bertha Barkhuff          | C. Logan Florence Oates                |
| 1936      | Dick Birch        | Anna Patrick       |                                       | Anna Patrick Vess O’Shea           | Dick Birch Anna Patrick                |
| 1937      |                   | Anna Patrick       |                                       | Anna Patrick Vess O’Shea           | Dick Birch Anna Patrick                |
| 1938      |                   | Bertha Barkhuff    |                                       | Zoe Smith Bertha Barkhuff          | Hamilton Law Bertha Barkhuff           |
| 1939      |                   | Bertha Barkhuff    |                                       | Eileen Underhill Vess O’Shea       | Arthur Evans Snell H. Woodside         |
| 1940      |                   | Eleanor Young      |                                       | Eileen Underhill Vess O’Shea       | Richard Yeager Zoe Smith               |
| 1941      |                   | Zoe Smith          |                                       | Zoe Smith Virginia Heaton          | David G. Freeman Maxine Cruikshank     |
| 1942      |                   | Eleanor Young      |                                       | Eleanor Young Jean Eckardt         | Chester Goss Evelyn Boldrick           |
| 1945      |                   | V. A. Heaton Suggs |                                       | V. A. Heaton Suggs Winifred Dankel | Henry Schultheis V. A. Heaton Suggs    |
| 1946      |                   | Zoe Smith          |                                       | V. A. Heaton Suggs Zoe Smith       | Hamilton Law Helen Ough                |
| 1947      |                   | Jean Bardsley      |                                       | Lois Reid Jean Bardsley            | Jim Watt Nancy Raine                   |
| 1948      |                   | Claire Lovett      | Jim Paull R. Topp                     | Virginia Suggs Marge Giedlseth     | Rob Deacon Virginia Andersen           |
| 1949      |                   | Lois Reid          | Rob Deacon Bill Deacon                | Virginia Suggs Marge Giedlseth     | Norman Mustart Norah Maw               |
| 1950      |                   | Marge Gieldseth    | Rob Deacon Bill Deacon                | Zoe Yeager Marge Gieldseth         | Richard Yeager Zoe Yeager              |
| 1951      |                   | Lois Reid          | J. Harvey Jim Paull                   | Zoe Yeager Mary J. Bushell         | T. Darryl Thompson Jean Bardsley       |
| 1952      |                   | Virginia Suggs     | Rob Deacon Bill Deacon                | Virginia Suggs Marge Giedlseth     | Jim Paull Maxine Cruikshank            |
| 1953      |                   | Jean Bardsley      |                                       | Lois Reid Jean Bardsley            | Bert Fergus Lois Reid                  |
| 1954      |                   | Marge Gieldseth    | Rob Deacon Jim Paull                  | Mary Jean Bushell Marge Gieldseth  | Rob Deacon Virginia Andersen           |
| 1955      |                   | Marge Gould        |                                       | Virginia Andersen Marge Gould      | T. Darryl Thompson Norah Maw           |
| 1956      |                   | Claire Lovett      | Don P. Davis R. Topp                  | Joyce MacDonald Muriel Knott       | Bert Fergus Claire Lovett              |
| 1957      |                   | Claire Lovett      |                                       | Joyce MacDonald Muriel Knott       | Don P. Davis Donna Connolly            |
| 1958      |                   | Maureen Bray       |                                       | Joyce MacDonald Muriel Knott       | Nick Johnson Virginia Andersen         |
| 1959      |                   | Fran Weaver        | Nick Johnson Joe Johnson              | Joyce MacDonald Muriel Knott       | Bert Fergus Joyce McDonald             |
| 1960      |                   | Donna Connolly     | Nick Johnson Joe Johnson              | Virginia Andersen Joyce Jones      | Nick Johnson Virginia Andersen         |
| 1961      |                   | Donna Connolly     | Nick Johnson Joe Johnson              | Virginia Andersen Joyce Jones      | Nick Johnson Virginia Andersen         |
| 1962      |                   | Tyna Barinaga      | Nick Johnson Joe Johnson              | Tyna Barinaga Caroline Jensen      | Nick Johnson Virginia Andersen         |
| 1963      |                   | Tyna Barinaga      | Nick Johnson Joe Johnson              | Tyna Barinaga Caroline Jensen      | Bert Fergus Jean Bardsley              |
| 1964      |                   | Tyna Barinaga      | John Doherty Don Kienholtz            | Tyna Barinaga Caroline Jensen      | Rolf Paterson Virginia Andersen        |
| 1965      | Wayne Macdonnell  | Caroline Jensen    | Ken Crow Tim Davidson                 | Caroline Jensen Sue Wilson         | Rolf Paterson Virginia Andersen        |
| 1966      | Wayne Macdonnell  | Tyna Barinaga      | Dick Bonestell Cliff Mulberg          | Tyna Barinaga Caroline Jensen      | Wayne Macdonnell Tyna Barinaga         |
| 1967      | Don P. Davis      |                    | Ken Crow Carl Rennert                 | Caroline Jensen Joyce Jones        | Bert Fergus Caroline Jensen            |
| 1968      | Bruce Rollick     | Alison Daysmith    | Ken Crow Jim Eden                     | Barbara Nash Mimi Nilsson          | Rolf Paterson Mimi Nilsson             |
| 1969      | Wayne Macdonnell  | Chris Burton       | Nick Johnson Joe Johnson              | Joyce Jones Chris Burton           | Bruce Rollick Joyce Jones              |
| 1970      | Wayne Macdonnell  | Caroline Hein      | Ken Crow Nick Johnson                 | Caroline Hein Candace Korpe        | Abdul Shaikh Caroline Hein             |
| 1971      | Wayne Macdonnell  | Caroline Hein      | Nick Johnson Travis Keeler            | Caroline Hein Donna Armstrong      | Rolf Paterson Caroline Hein            |
| 1972      | Wayne Macdonnell  | Joan Circrich      | Jim Eden Ken Crow                     | Joanne Cicrich Mary Lou Cicrich    | Vic Conley Joyce Jones                 |
| 1973      | Wayne Macdonnell  | Kathy Henry        | Nick Johnson Travis Keeler            | Joanne Cicrich Mary Ann Wolf       | John Heatherton Kathy Henry            |
| 1974      | Wayne Macdonnell  | Lisa DeRousie      | Creighton VanHorn Rob Hankins         | Joanne Cicrich Mary Lou Cicrich    | Vic Conley Cayle Milliken              |
| 1975      | Mike Epstein      | Carrie Morrison    | Brant Bauder Rob Hankins              | Joanne Cicrich Mary Lou Cicrich    | Vic Conley Joyce Jones                 |
| 1976      | Wayne Macdonnell  | Marylou Cicrich    | Victor Conley John Taylor             | Pat Atkinson Maureen Chen          | Vic Conley Joyce Jones                 |
| 1977      | Wayne Macdonnell  | Pat Atkinson       | Ken Crow Jan Syberg                   | Kathy Somers Chris Olson           | Blake Kennedy Maureen Chen             |
| 1978      | Vic Conley        | Patty Burian       | Ken Crow Jan Syberg                   | Nancy Thopmson Cheryl Bailey       | Greg Paul Cheryl Bailey                |
| 1979      | John Taylor       | Patty Burian       | Pete Benson Keith Shepherd            | Mimi Nilsson Cheryl Bailey         | Doug Sharpe Mimi Nilsson               |
| 1980      | John Taylor       | Barbara Morrison   | Rob Hankins Geoff Stensland           | Mimi Nilsson Cheryl Bailey         | Vic Conley Maureen Chen                |
| 1981      | Duane Munty       | Claire Backhouse   | Rob Hankins John Rowley               | Cheryl Bailey Mimi Nilsson         | Vic Conley Claire Backhouse            |
| 1982      | Geoff Stensland   | Joanne Cicrich     | Rob Hankins John Rowley               | Joanne Cicrich Mary Lou Gidley     | Rob Hankins Hester Hill                |
| 1983      | Ben Read          | Eileen Morrison    | Rob Hankins John Rowley               | Joanne Cicrich Mary Lou Gidley     | Phil Milward Joyce Jones               |
| 1984      | Lars Dahlberg     | Joanne Cicrich     | Tad Ripley Rob Hankins                | Joanne Cicrich Mary Lou Gidley     | Calvin Holoboff Mary Lou Gidley        |
| 1985      | Byron Kidd        | Joanne Cicrich     | Shahid Naushab Sothirak Pou           | Joanne Cicrich Mary Lou Gidley     | Byron Kidd Cheryl Bailey               |
| 1986      | Peter Baum        | Heather Ostrom     | Rob Hankins John Rowley               | Mimi Nilsson Heather Ostrom        | Byron Kidd Mimi Nilsson                |
| 1987      | Erik Nilsson      | Cheryl Bailey      | Randy Ferrell Don Keller              | Cheryl Bailey Helen Roome          | Jeff Bray Heather Ostrom               |
| 1988      | Benny Limadinata  | Cheryl Bailey      | Shahid Naushab Ausif Mahmood          | Cheryl Bailey Tina Dilling-Hanson  | Shahid Naushab Laurie Hetherington     |
| 1989      | Erik Nilsson      | Sharon Lindbergh   | Shahid Naushab Ausif Mahmood          | Tina Dilling-Hanson Mimi Nilsson   | Erik Nilsson Tina Dilling-Hanson       |
| 1990      | Erik Nilsson      | Helen Roome        | Shahid Naushab Ausif Mahmood          | Joanne Cicrich Kathy Jackson       | Erik Nilsson Mimi Nilsson              |
| 1991      | Erik Nilsson      | Janet Adolphson    | Rob Hankins Geoff Stensland           | Joanne Cicrich Janie Duncan        | Phil Milward Lana Lim                  |
| 1992      | Geoff Stensland   | Felicia Arifin     | Rob Hankins Geoff Stensland           | Joanne Cicrich Lisa Carlson        | Geoff Stensland Lisa Carlson           |
| 1993      | Ignatius Rusli    | Erika Von Heiland  | Ausif Mahmood Linday Gulin            | Erika Von Heiland Sunny Jean Kim   | Mark Petreman Lana Lim                 |
| 1994      | Leslie Arifin     | Triona Tierney     | Rob Brown John Rowley                 | Martitia Fagnan Triona Tierney     | John Rowley Triona Tierney             |
| 1995      | Geoff Stensland   | Kinuyo Mochizuki   | Rob Hankins Geoff Stensland           | Lilly Wong Marti Fagnan            | Rob Hankins Martitia Fagnan            |
| 1996      | Geoff Stensland   | Joy Kitzmiller     | Rob Hankins Geoff Stensland           | Joy Kitzmiller Martitia Fagnan     | Rob Hankins Martitia Fagnan            |
| 1997      | Geoff Stensland   | Joy Kitzmiller     | Rob Hankins Geoff Stensland           | Joy Kitzmiller Martitia Fagnan     | Geoff Stensland Joy Kitzmiller         |
| 1998      | C. C. Shen        | Joy Kitzmiller     | Rob Hankins Geoff Stensland           | Joy Kitzmiller Martitia Fagnan     | Geoff Stensland Cheryl Thomas          |
| 1999      | Geoff Stensland   | Ufilya Davis       | Rob Hankins Geoff Stensland           | Helen Roome Martitia Fagnan        | Geoff Stensland Ufilya Davis           |
| 2000      | Kenny Lu          | Casey Ang-Siy      | Rob Hankins Geoff Stensland           | Lisa Carlson Ufilia Davis          | Geoff Stensland Ufilya Davis           |
| 2001      | Leslie Lau        | Ufilya Davis       | Rob Hankins Geoff Stensland           | Felicia Arifin Evelyn Christanto   | Geoff Stensland Ufilya Davis           |
| 2002      | Leslie Lau        | Annie Poh          | Mike Kee Andrew Soo                   | Ufilya Davis Ying-Fang Lai         | Rob Hankins Martitia Fagnan            |
| 2003      | Kyle Holoboff     | Alice Lee          | Mike Kee Andrew Soo                   | Joanne Cicrich Martitia Fagnan     | Geoff Stensland Martitia Fagnan        |
| 2004      | Bryan Yee         | Christine Luo      | Rob Hankins Geoff Stensland           | Ufilya Davis Ying-Fang Lai         | Geoff Stensland Ufilya Davis           |
| 2005      | Piotr Mazur       | Francesca Setiadi  | Rob Hankins Geoff Stensland           | Helen Yuen Aki Ito                 | Jan Veiel Aki Ito                      |
| 2006      | Piotr Mazur       | Brooke Lowry       | Rob Hankins Geoff Stensland           | Wendy Carter Ufilya Davis          | Jan Veiel Aki Ito                      |
| 2007      | Piotr Mazur       | Ira Boboshko       | Piotr Mazur Bhaskar Neogi             | Rosalynn Chong Malisa Leung        | Greg Ung Ying-Fang Lai                 |
| 2008      | Chi-Lin Li        | Francesca Setiadi  | Chi-Lin Li Rich Liew                  | Aki Ito Lindy Liu                  | Adrian Liu Elisha Liu                  |
| 2009      | Jon Vandervet     | Elisha Liu         | Jon Vandervet Darrell Siu             | Elisha Liu Bowie Tam               | Jon Vandervet Elisha Liu               |
| 2010      | Curtis Stensland  | Elisha Liu         | Kevin So Vincent Teo                  | Rosalynn Chong Elisha Liu          | Sisavat Keobounmy Masako Cochran       |
| 2011      | Nicholas Jinadasa | Vicky Chen         | Nicholas Jinadasa Curtis Stensland    | Renata Baker Vicky Chen            | Chi-Lin Li Crystal Chow                |
| 2012      | Jacky Tsao        | Nicole Grether     | Jacky Tsao Andy Chi-Lin Li            | Nicole Grether Charmaine Reid      | Andy Chi-Lin Li Crystal Chow           |
| 2013      | Tao Yuan          | Victoria Chen      | Nicholas Jinadasa Kevin La            | Elisha Liu Bowie Tam               | Nicholas Jinadasa Mesinee Mangkalakiri |
| 2014      | Chak Man Chan     | Victoria Chen      | Nicholas Jinadasa Lindsay Tyson Gulin | Victoria Chen Zheng Li             | Nicholas Jinadasa Alicia Lam           |
| 2015      | Jimmy Pohan       | Victoria Chen      | Mike Nguyen Sam Wadsworth             | Crystal Chow Joyce Ko              | Mike Nguyen Bowie Tam                  |
| 2016      | Kevin Barkman     | Victoria Chen      | Mike Nguyen Wilson Wong               | Victoria Chen Adrienne Lin         | Benjamin Chen Victoria Chen            |
| 2017      | Kevin Barkman     | Rina Yan           | Nicholas Jinadasa Derrick Ng          | Victoria Chen Adrienne Lin         | Derrick Ng Mesinee Mangkalakiri        |
| 2018      | Nicholas Jinadasa | Rina Yan           | Elias Kjær Frausing Derrick Ng        | Victoria Chen Adrienne Lin         | Derrick Ng Adrienne Lin                |
| 2019      | Jadrian Png       | Hansika Malladi    | Toby Ng Derrick Ng                    | Caroline Tsao Phina Yan            | Derrick Ng Ashley Zhang                |
| 2020 2021 | nicht ausgetragen | nicht ausgetragen  | nicht ausgetragen                     | nicht ausgetragen                  | nicht ausgetragen                      |
| 2022      | William Hu        | Bianca Tam         | Toby Ng Jackson Yang                  | Adrienne Lin Mitsuki Oshiro        | Yu-Yuan Chang Adrienne Lin             |
| 2023      | keine Daten       | keine Daten        | keine Daten                           | keine Daten                        | keine Daten                            |
| 2024      | Yu-Yuan Chang     | Rina Yan           | Toby Ng Jackson Yang                  | Rina Yan Bianca Tam                | Jackson Yang Bianca Tam                |

## Referenzen
- northwestbadminton.org
- Spalding’s Official Badminton Guide 1935, Canadian Sports Publishing Company, Brantford (ON), S. 105–106
- The Spokesman-Review, 5. Januar 1936
- Spokane Daily Chronicle, 9. Januar 1937